# 近田村 (広島県芦品郡)
近田村（ちかたむら）は、広島県芦品郡にあった村。現在の福山市の一部にあたる。

## 地理
芦田川とその支流・服部川に挟まれた平野に位置していた。

## 歴史
- 1889年（明治22年）4月1日、町村制の施行により、品治郡戸手村、近田村が合併して村制施行し、戸田村が発足[3]。
- 1895年（明治28年）2月1日、戸田村を二分割し、大字戸手は戸手村を、大字近田は近田村をそれぞれ新設[1][2][3]。近田村は大字近田の1大字を編成[2]。
- 1898年（明治31年）10月1日、郡の統合により芦品郡に所属[1][2]。
- 1925年（大正14年）近田信用購買組合設立[2]。
- 1955年（昭和30年）1月1日、芦品郡駅家町、宜山村、服部村と合併し、駅家町が存続して廃止された[1][2]。

## 産業
- 農業、養蚕[2]

## 交通

### 県道
- 福山庄原線[2]

### 鉄道
- 1914年（大正3年）両備軽便鉄道（現福塩線）開通し、停車場（現近田駅）開設[2]。

## 教育
- 1895年（明治28年）近田尋常小学校開校[2]。1931年（昭和6年）近田尋常高等小学校、1947年（昭和22年）近田小学校と変遷[2]。
- 1913年（大正2年）近田実業補習学校開校。1923年（大正12年）近田村農業補習学校に改称[2]。